# Malsch (Landkreis Karlsruhe)
Malsch [ˈmɑːlʃ] ist eine Gemeinde im Landkreis Karlsruhe in Baden-Württemberg.

## Geografie

### Geografische Lage
Die Gemeinde Malsch liegt etwa 20 km südlich von Karlsruhe in Baden.
Der Kernort Malsch ist in der Rheinebene am Rand des Schwarzwaldes gelegen. In Malsch entspringt der Federbach.

### Gemeindegliederung
Zur Gemeinde Malsch gehören die ehemaligen Gemeinden Sulzbach, Völkersbach und Waldprechtsweier. Zur Gemeinde Malsch in den Grenzen vom 31. Dezember 1970 gehören das Dorf Malsch, der Weiler Neumalsch, das Gehöft Hardteck und die Häuser Am Bergwald und Waldhaus. Zur ehemaligen Gemeinde Sulzbach gehört das Dorf Sulzbach. Zur ehemaligen Gemeinde Völkersbach gehören das Dorf Völkersbach, das Gehöft Rimmelsbacherhof und die Häuser Moosalbtal. Zur ehemaligen Gemeinde Waldprechtsweier gehören das Dorf Waldprechtsweier und die Häuser Waldprechtstal.

In der Gemeinde Malsch im Gebietsstand vom 31. Dezember 1970 liegen die Wüstungen Lindenhart und Ziegelhof, das wahrscheinlich jedoch in Malsch aufgegangen ist.
In den ehemaligen Gemeinden Sulzbach, Völkersbach und Waldprechtsweier sind Ortschaften im Sinne der baden-württembergischen Gemeindeordnung mit jeweils eigenem Ortschaftsrat und Ortsvorsteher als dessen Vorsitzender eingerichtet.

## Geschichte

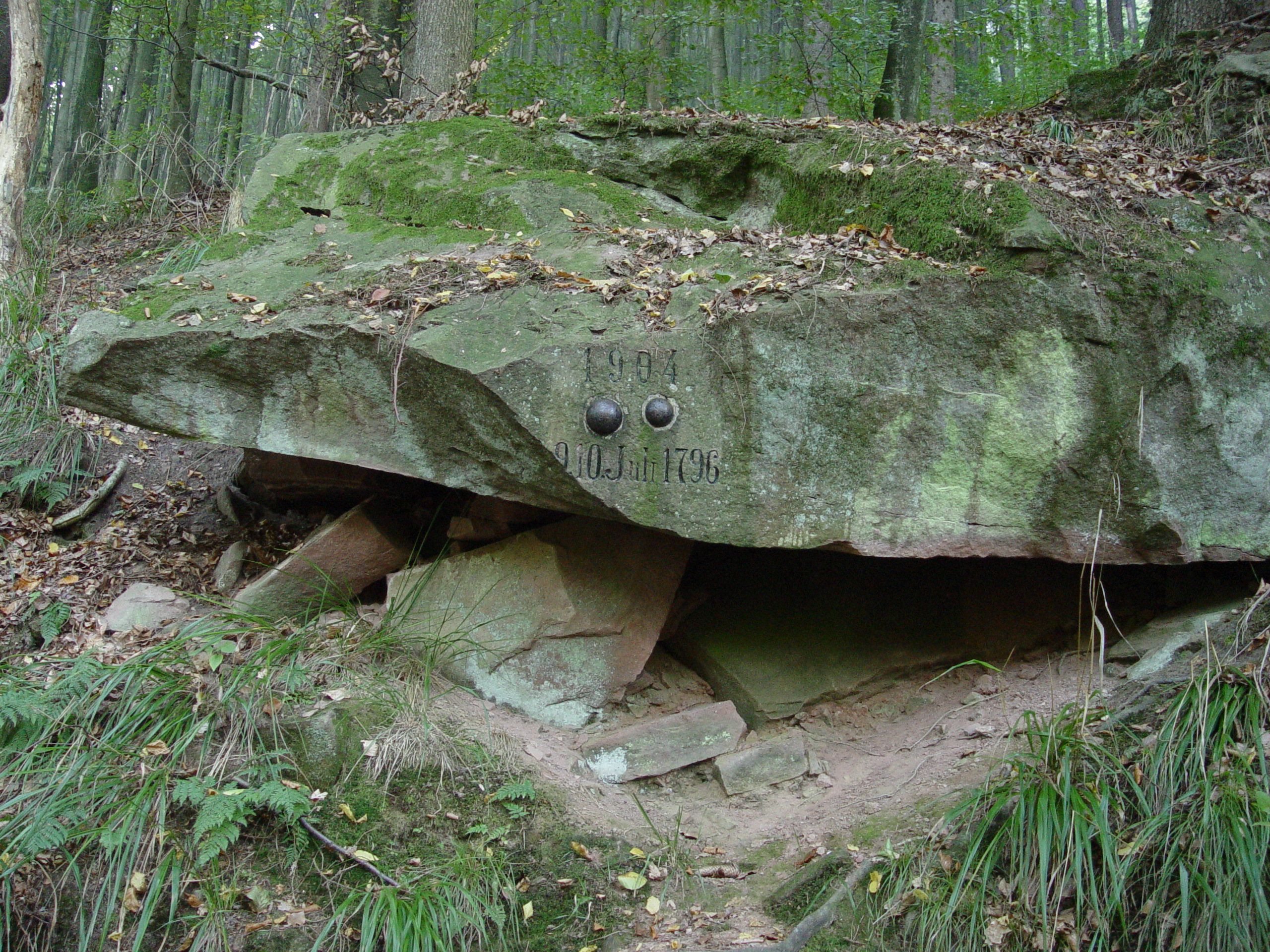
Kugeln aus der Schlacht bei Malsch

### Erste urkundliche Erwähnung
Malsch wird in der zweiten Hälfte des 11. Jahrhunderts erstmals urkundlich erwähnt, und zwar im Zusammenhang mit einer Stiftung des Abtes Samuel (regierte 1055 bis 1097) an sein Kloster Weißenburg. Es sind zwei etwas voneinander abweichende Zeugnisse über diese Schenkung erhalten. Nach der im Nekrologium des Klosters Weißenburg enthaltenen Notiz von einer Hand des 12. Jahrhunderts handelte es sich um drei Hufen in „Bugchenesheim“, anderthalb Hufen in „Malsca“ und eine Hufe in „Adelbreddesuuilare“. Nach einem rund 200 Jahre jüngeren Text, dem Liber Possessionum des Abtes Edelin, waren es sechs Hufen, vier in „Bugenesheim“ und je eine in „Malsche“ und „Albrahteswilre“.
Da der erstgenannte Text älter ist und detailliertere Angaben enthält, ist er textkritisch vorzuziehen. Die hier gebrauchte, sprachlich ältere, Form des Namens „Malsca“ stimmt auch mit anderen frühen Bezeugungen dieses Ortes überein, die „Malsca“, „Malska“ oder „villa malsc“ lauten.
Allerdings enthält die ältere Bezeugung kein exaktes Jahr, in dem sich die Schenkung Samuels zugetragen hat. Das häufig genannte Jahr 1065 beruht auf dem jüngeren Liber Possessionum, der unter Historikern freilich als wenig verlässlich gilt.

### Weitere geschichtliche Entwicklung
Um das Jahr 1100 baute der damalige Ufgaugraf Reginbodo die Burg Waldenfels, von der auch heute noch Reste in den „Spielfinken“ im Malscher Bergwald zu sehen sind. Im 12. Jahrhundert erwarb die Markgrafschaft Baden den Ort, verkaufte Burg und Ort aber bereits 1318 an das Kloster Herrenalb. Als dieses im Zuge der Reformation 1535 aufgelöst wurde, fiel der Ort an Württemberg, das ihn 1603 im Tauschwege an Baden zurückgab.
Neben Kriegs-, Hunger- und Pestjahren fügte vor allem der große Kroatenbrand im Jahre 1623 der Gemeinde großen Schaden zu. Der größte Teil des Dorfes Malsch wurde niedergebrannt. Die Einwohnerzahl schrumpfte von 1.400 auf 300. Im Jahr 1796 fand hier die Schlacht bei Malsch im Rahmen des Ersten Koalitionskrieges statt.
Im Zuge der Gemeindegebietsreform in Baden-Württemberg wurden drei bis dahin selbstständige Gemeinden nach Malsch eingemeindet. Am 1. Januar 1971 erfolgte die Eingemeindung von Sulzbach, am 1. April 1972 die von Waldprechtsweier, das zuvor zum Landkreis Rastatt im Regierungsbezirk Südbaden gehört hatte, und am 1. Januar 1973 die Eingemeindung von Völkersbach.

### Einwohnerentwicklung
- 1623: 01.400 Einwohner
- 1648: 00.300 Einwohner
- 1961: 07.775 Einwohner
- 1970: 08.574 Einwohner
- 1991: 12.656 Einwohner
- 1995: 13.181 Einwohner
- 2005: 14.364 Einwohner
- 2010: 14.488 Einwohner
- 2015: 14.103 Einwohner
- 2020: 14.558 Einwohner

Einwohner in den Gemeinden bzw. Ortsteilen
- 06/1961: insgesamt 10.532 Einwohner, davon Malsch 07.775, Sulzbach 638, Völkersbach 1.094, Waldprechtsweier 1.025
- 05/1970: insgesamt 11.796 Einwohner, davon Malsch 08.574, Sulzbach 684, Völkersbach 1.345, Waldprechtsweier 1.193
- 08/2008: insgesamt 14.356 Einwohner, davon Malsch 10.042, Sulzbach 961, Völkersbach 1.874, Waldprechtsweier 1.479
- 01/2010: insgesamt 14.519 Einwohner, davon Malsch 10.223, Sulzbach 954, Völkersbach 1.905, Waldprechtsweier 1.437

## Kultur und Sehenswürdigkeiten

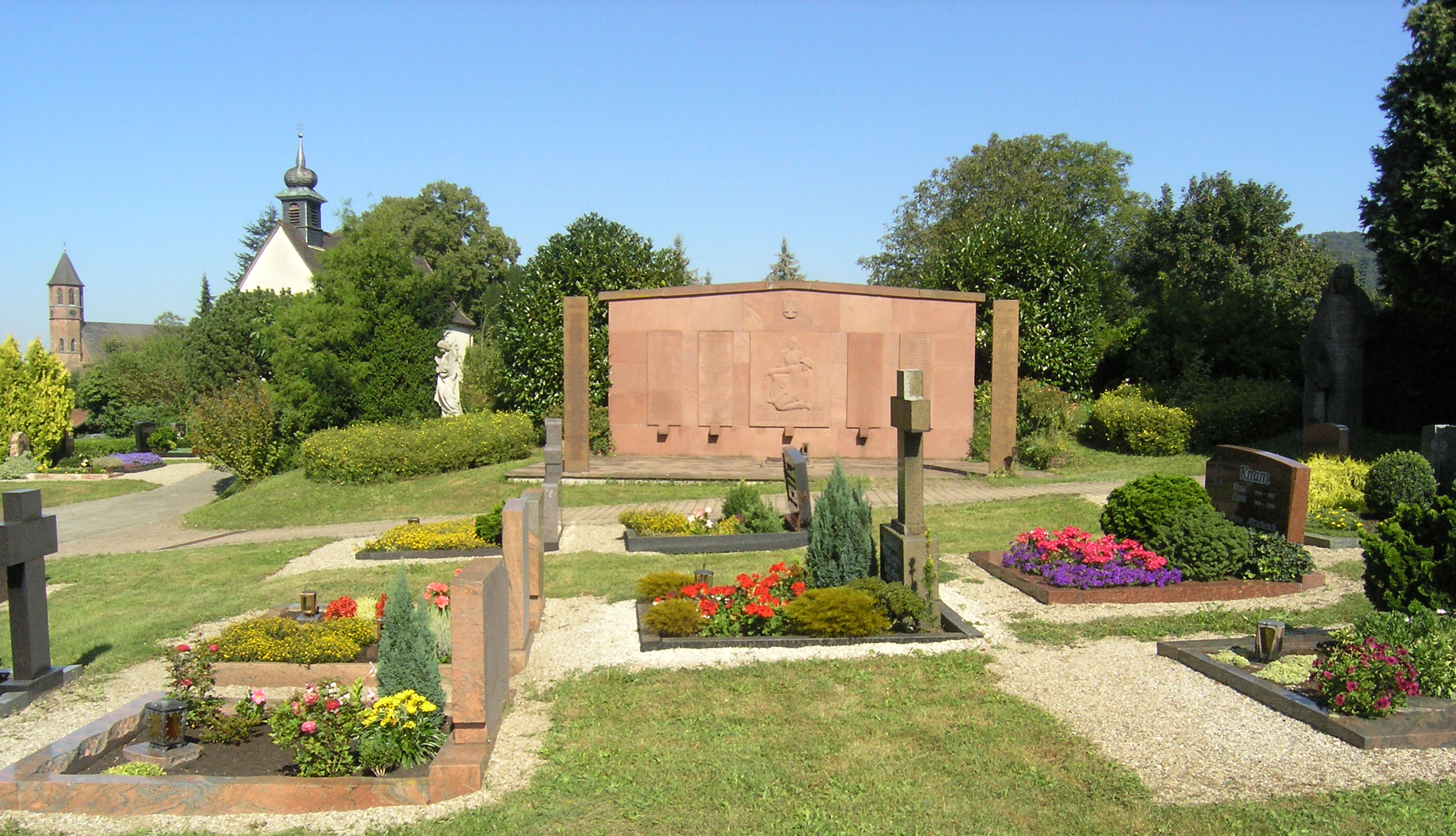
Denkmal für die Opfer von Krieg und Gewaltherrschaft auf dem Friedhof von Malsch. Links Cyriakuskirche und St.-Peter-Kapelle.

- St. Peter Kapelle: An der St.-Peter-Kapelle auf dem Friedhof von Malsch befindet sich ein Tympanon aus dem 12. Jahrhundert.
- Kirche St. Cyriak: 1458 errichtete Pfarrkirche, zwischen 1823 und 1827 erweitert, Renovation im Jahre 1972
- Modellbau zu Malsch: begehbarer Modellbau eines Planetensäulenraumes nach Raum- und Gewölbeangaben von Rudolf Steiner, Begründer der Anthroposophie und Architekt des Goetheanums
- Stadtmühle Malsch: die Mühle wird 1511 als „Untere Mühle“ erstmals urkundlich erwähnt, scheint aber als markgräfliches Konkurrenzunternehmen zur herrenalbischen „Oberen Mühle“ weit vor dieser Zeit bestanden zu haben. 1980 wurde die Mühle stillgelegt und 1994 von der Gemeinde renoviert. Sie wird seither als Museum und Begegnungsstätte betrieben. Das Mahlwerk ist nach wie vor voll funktionsfähig.
- Heimatmuseum Völkersbach mit Schneiderstube: 1939 gab es in Völkersbach nahezu 70 Schneider bei 913 Einwohnern. Aus zugeschnittenem Tuch wurden alle Arten von Uniformen angefertigt.
- Schindlermuseum: Der Maler und Pädagoge Theodor Schindler wurde 1870 in Malsch geboren. Das Wohnhaus, das früher als Museum und Begegnungsstätte dient, ließ er 1932 erbauen. Es ist weitgehend in seiner ursprünglichen Form erhalten geblieben. Wurde aber aufgelöst und wird heute Privat genutzt.

### Gedenkstätten
Seit 1985 erinnert an ihrem ehemaligen Standort in der Hauptstraße 26 eine Gedenktafel an die Synagoge der Jüdischen Gemeinde.
Die letzten Mitglieder der jüdischen Gemeinde Malsch wurden am 22. Oktober 1940 gemeinsam mit anderen badisch-pfälzischen Juden in das südfranzösische Internierungslager Gurs am Fuße der Pyrenäen deportiert.

## Politik

### Gemeinderat
Der Gemeinderat hat 22 ehrenamtliche Mitglieder, die für fünf Jahre gewählt werden. Hinzu kommt der Bürgermeister als stimmberechtigter Gemeinderatsvorsitzender.
Die Kommunalwahl 2024 führte zu folgendem Ergebnis (in Klammern: Unterschied zu 2019):
| Gemeinderat 2024                | Gemeinderat 2024 | Gemeinderat 2024 | Gemeinderat 2024 | Gemeinderat 2024 |
| ------------------------------- | ---------------- | ---------------- | ---------------- | ---------------- |
| Partei / Liste                  | Stimmenanteil    | Sitze            |                  |                  |
| Freie Wähler                    | 35,7 % (+4,6)    | 8 (+1)           |                  |                  |
| CDU                             | 27,4 % (+2,0)    | 6 (±0)           |                  |                  |
| Grüne                           | 15,2 % (−6,1)    | 3 (−2)           |                  |                  |
| SPD                             | 14,5 % (−0,9)    | 3 (±0)           |                  |                  |
| Bündnis für Völkersbach         | 4,2 % (−2,6)     | 1 (±0)           |                  |                  |
| FDP                             | 2,9 % (+2,9)     | 1 (+1)           |                  |                  |
| Wahlbeteiligung: 62,7 % (+11,6) |                  |                  |                  |                  |

### Bürgermeister
Der Bürgermeister wird für eine Amtszeit von acht Jahren gewählt. Am 27. Juni 2021 wurde Markus Bechler zum Bürgermeister gewählt. Bisherige Bürgermeister:
- 10. April 1945: Johann Maier (1901–1966), kommissarisch eingesetzt vom Landrat in Rastatt[12]
- 1. August 1945 bis 14. April 1946: Theodor Deubel (1898–1976), KPD, eingesetzt
- 15. April 1946 bis 26. Februar 1948: Franz Karl Kastner (1883–1964), CDU
- 3. März 1948 bis 6. März 1956: Adolf Bechler (1898–1956), SPD
- 25. Juli 1956 bis 31. März 1964: Johann Maier (1901–1966), CDU
- 1. April 1964 bis 31. Oktober 1982: Franz Hirth (1915–1987), SPD
- 1982–2005: Dieter Süß, SPD († 2006)
- 2005–2021: Elmar Himmel, SPD
- Seit 2021: Markus Bechler, Freie Wähler (* 1971)

### Wappen

Bannerflagge der Gemeinde Malsch

| Wappen von Malsch | Blasonierung: „In Blau eine gestürzte silberne Pflugschar.“ |
| Wappen von Malsch | Wappenbegründung: Malsch ist eine sehr alte Siedlung. Sie war der Sitz der Grafen von Malsch auf Waldenfels. Seit 1318 gehörte sie zum Zisterzienserkloster Herrenalb, seit 1535 zu den Grafen von Württemberg, seit 1604 zu Baden-Durlach und schließlich seit 1622 zur Markgrafschaft Baden-Baden. Das Dorf hatte schon früh Siegel, es gehörte den Zisterziensern. Der erste bekannte Druck mit dem heutigen Muster ist 1471 nachgewiesen. Otto Hupps Aufriss basierte auf einem Gerichtssiegel von 1696, das die Pflugschar mit zwei Rosen in beiden oberen Ecken zeigt. Die verwechselten Tinkturen orientieren sich an Mustern aus dem 18. Jahrhundert. Das Wappen wurde vereinfacht und erhielt 1900 die aktuellen Tinkturen. Das Gemeindewappen wurde vom Innenministerium Baden-Württembergs genehmigt. |

### Gemeindepartnerschaften
- 1967: Sézanne (Frankreich)
- 1975: Dinuba (USA)
- 1992: Syców (Polen), Gemeindefreundschaft

## Wirtschaft und Infrastruktur
Die Süddeutsche Teerindustrie STM besteht seit 1909. Von 1886 bis 2002 existierte in Malsch die Papierfabrik Jäger. Diese war von 1979 bis zur Schließung 2002 im Besitz der Palm Gruppe. In Malsch befindet sich die Europa-Zentrale des US-amerikanischen Unternehmens Communications Test Design, Inc.

### Verkehr
Malsch liegt an der Bundesautobahn 5, Bundesstraße 3 sowie an der Rheintalbahn, an der zwei Stationen (Bahnhof Malsch, nach Umbau nur Haltepunkt, und Malsch Süd) vorhanden sind. Die Haltepunkte werden stündlich durch die S71/81 (Rastatt-Odenheim) des Karlsruher Stadtbahnnetzes bedient. Der Karlsruher Hauptbahnhof lässt sich so in unter 20 Minuten erreichen. Im ehemaligen Bahnhofsgebäude Malsch befindet sich eine Hausbrauerei.
Die Buslinien 104 (Ettlingen Stadt – Ettlingenweier – Oberweier – Sulzbach – Malsch – Waldprechtsweier) und 110 (Ettlingen Erbprinz – Ettlingenweier – Bruchhausen – Neumalsch – Malsch) verbinden Malsch jeweils stündlich mit Ettlingen.

#### Radverkehr
Durch eine Alltagsroute aus dem Radnetz Baden-Württemberg ist Malsch mit Ettlingen und über Muggensturm mit Rastatt und mit Kuppenheim verbunden.
Durch Malsch verlaufen die folgenden Landes-Radfernwege: 
- Der Badische Weinradweg[14] führt von Grenzach-Wyhlen am Hochrhein nach Laudenbach im Rhein-Neckar-Kreis, dabei werden sieben der neun badischen Weinanbaugebiete untereinander verbunden. Die Route verläuft dabei von Kuppenheim über den Rastatter Stadtteil Rauental kommend nach Malsch und weiter über Ettlingen nach Durlach.
- Der Naturpark-Radweg Schwarzwald Mitte/Nord führt rund um selbigen Naturpark und verläuft dabei vom Gaggenauer Stadtteil Bad Rotenfels kommend nach Malsch und weiter über Ettlingen ins Albtal.

### Bildung
Mit der Hans-Thoma-Schule (Grund- und Hauptschule mit Werkrealschule), der Johann-Peter-Hebel-Schule, der Mahlbergschule Völkersbach und der Schule Waldprechtsweier (jeweils Grundschulen) gibt es gleich vier allgemeinbildende Schulen am Ort. Außerdem besteht mit der Waldhausschule noch eine Schule für Erziehungshilfe. Daneben gibt es noch sieben Kindergärten (vier kommunale, zwei römisch-katholische, einen evangelischen).
Die Volkshochschule in Malsch ist eine öffentliche Einrichtung der Weiterbildung. Sie steht als Außenstelle unter der Rechtsträgerschaft des gemeinnützigen Vereins Volkshochschule im Landkreis Karlsruhe. Nach ihrem satzungsgemäßen Auftrag widmet sie sich neben der Erwachsenenbildung auch den Aufgaben der Jugendbildung.

## Persönlichkeiten

### Ehrenbürger
- 1899, 14. März: Christoph Josef Schillinger (* 18. Juli 1824 in Marbach/Neckar; † 17. Februar 1908 in Malsch), Erster Hauptlehrer der Johann-Peter Hebel Schule (1857–1899). Sein unermüdliches Engagement und das erfolgreiche Wirken als Pädagoge wurde vom Großherzog von Baden mit der Verdienstmedaille gewürdigt.
- 1947, 20. Juni: Karl-Ludwig Riehle (* 3. Januar 1888 in Seelbach/Lahr; † 15. August 1954 ebenda), Pfarrer, Geistlicher Rat (1927–1952). Sehr starkes christliches, soziales Engagement in der Kirchengemeinde.
- 1948, 4. Februar: Eugen Essig (* 4. Februar 1878 in Schwieberdingen; † 10. August 1950 in Malsch), Doktor med. (1905–1950). Große Verdienste um das Gesundheitswesen in Malsch.
- 1955, 30. August: Heinrich Götz (*  31. August 1882 in Pirmasens; † 4. Dezember 1963 in Malsch), Doktor med., Facharzt der Chirurgie (1912–1952). Als zweiter Arzt in Malsch Verdienste um das Gesundheitswesen
- 1982, 16. Mai: Anton Böhe (* 23. Januar 1914 in Krauchenwies; † 5. Dezember 1998 in Ettlingen), Pfarrer und Geistlicher Rat (1952–1985). Vielfältiges Engagement in der Pfarrgemeinde und dem Caritasverband.
- 1983, 11. Dezember: Franz Hirth (* 27. Juli 1915 in Karlsruhe; † 1987 in Malsch), Bürgermeister (1964–1982). Großer persönlicher Einsatz bei der Dorfentwicklung.
- 2006, 20. Januar: Dieter Süss (* 1937 in Karlsruhe; † 11. Juli 2006 in Malsch), Bürgermeister (1982–2005). Entwicklung/Erstellung eines Flächennutzungsplanes, damit verbunden die Ausweisung von Neubaugebieten und eines großen Industriegebietes.
- 2010, 16. April: Wilhelm Wildemann (* 19. März 1921 in Malsch; † 9. Juni 2013 ebenda), Oberlehrer und Heimatforscher. Verfasser und Herausgeber von Publikationen über die Geschichte und Kultur der Gemeinde Malsch.

### Söhne und Töchter der Gemeinde
- Joseph Augenstein (* 12. September 1800; † 18. April 1861 in Bietigheim), Sprecher der Rastatter Demokraten in der Märzrevolution in Baden
- Julius Berberich (* 24. November 1846, † 27. Januar 1916 in Bühl), Geistlicher Rat und Schriftsteller
- Irene Buchanan (* 28. Juni 1945), Biologin sowie Malerin, Grafikerin und Zeichnerin
- Mirko Drotschmann (* 30. April 1986), Journalist und Vlogger
- Patrick Dulleck (* 15. Februar 1990), Fußballspieler
- Mathias Fetsch (* 30. September 1988), Fußballspieler
- Leopold Gräser (* 14. Januar 1869; † 18. November 1927 in Karlsruhe), Verwaltungsbeamter
- Anja Bagus (* 15. Mai 1967),  Schriftstellerin
- Ferenc Husta (* 29. August 1967), Sprecher und Bass-Sänger, u. a. ehemals bei den Wise Guys
- Jens Knossalla (* 7. Juli 1986), Pokerspieler und -kommentator, Fernsehmoderator, Laiendarsteller und Livestreamer
- Manuela Mader (* 13. Dezember 1990), Schachspielerin
- Monika Müller (* 1974), Kommunalpolitikerin (SPD)
- Jens Nowotny (* 11. Januar 1974), Fußballspieler, wurde in Malsch geboren, wuchs in Spielberg auf
- Theodor Schindler (* 1. April 1870; † 26. Juni 1950), Maler und Pädagoge
- Nicolai Simon (* 3. Januar 1987), Basketballspieler
- Gustav Trunk (* 24. Juli 1871; † 23. April 1936 in Karlsruhe), Jurist und Politiker (Zentrum), Landtagsabgeordneter

### Persönlichkeiten, die im Ort gewirkt haben
- Aloys Henhöfer (* 11. Juli 1789 in Völkersbach; † 5. Dezember 1862), Theologe